# Міллвілл (Айова)
Міллвілл (англ. Millville) — місто (англ. city) в США, в окрузі Клейтон штату Айова. Населення — 30 осіб (2010).

## Географія
Міллвілл розташований за координатами 42°42′13″ пн. ш. 91°4′35″ зх. д. / 42.70361° пн. ш. 91.07639° зх. д. (42.703640, -91.076388).  За даними Бюро перепису населення США в 2010 році місто мало площу 0,17 км², уся площа — суходіл.

## Демографія
Згідно з переписом 2010 року, у місті мешкало 30 осіб у 12 домогосподарствах у складі 9 родин. Густота населення становила 174 особи/км².  Було 12 помешкання (69/км²).
Расовий склад населення:
| - 100,0 % — білих |

До двох чи більше рас належало 0,0 %. Частка іспаномовних становила 0,0 % від усіх жителів.
За віковим діапазоном населення розподілялося таким чином: 23,3 % — особи молодші 18 років, 56,7 % — особи у віці 18—64 років, 20,0 % — особи у віці 65 років та старші. Медіана віку мешканця становила 38,0 року. На 100 осіб жіночої статі у місті припадало 130,8 чоловіків;  на 100 жінок у віці від 18 років та старших — 130,0 чоловіків також старших 18 років.